# Остхольд, Пауль
Пауль Остхольд (нем. Paul Osthold; 11 июня 1894, Хаген, Германская империя, — 17 сентября 1978, Виссен, ФРГ) — общественный деятель Германии, государствовед. В дополнение к своей работе в качестве управляющего директора Немецкого института подготовки технических специалистов, сокращенно (нем. Deutsche Institut für technische Arbeitsschulung — DINTA), Остхольд также работал главным редактором и издателем журналов «Der deutsche Volkswirt» и «Der Arbeitgeber», которые он создал ведущими общественно-политическими журналами Федеративной Республики Германии в 1950-е гг. Как представитель ассоциаций работодателей Остхольд также поддерживал тесные контакты с известными политиками и представителями экономики. В 1964 году Остхольд был награждён орденом «За заслуги перед Федеративной Республикой Германия» в области экономики, а также за приверженность интересам немецких ассоциаций работодателей.

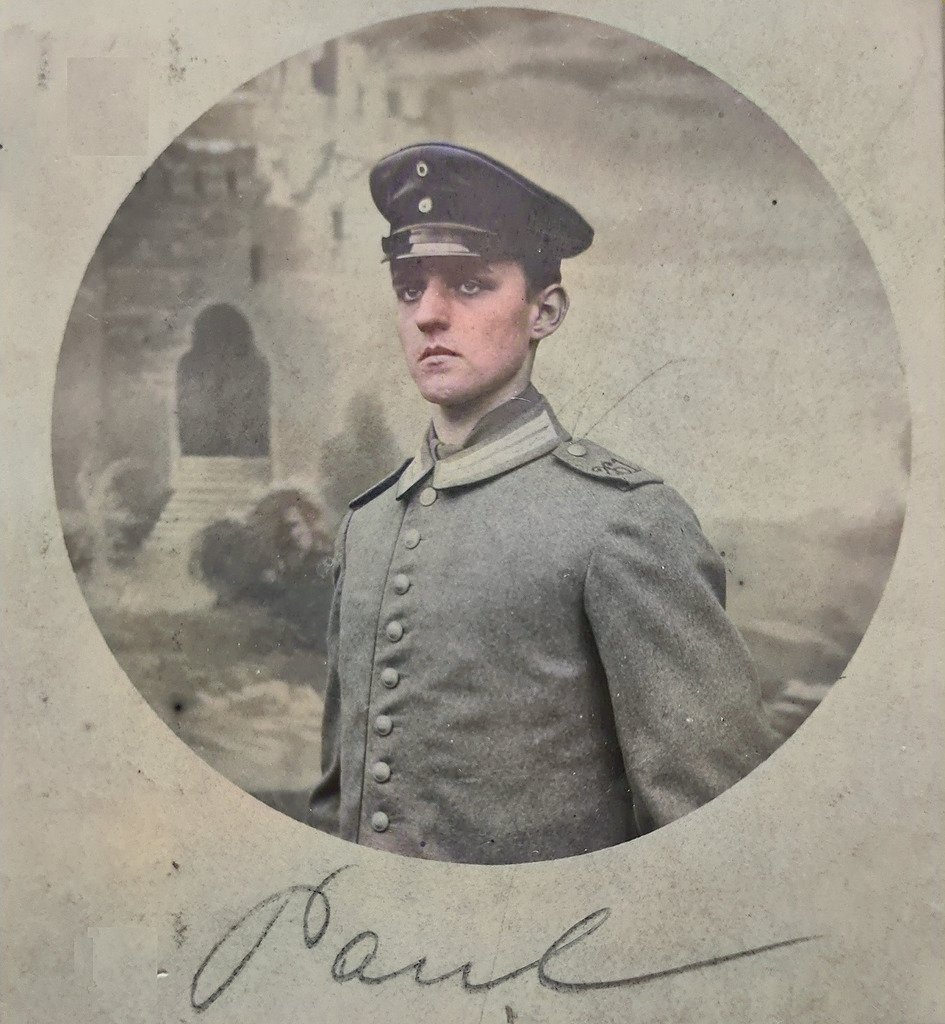
Пауль Остхольд — лейтенант германской имперской армии (август 1914).

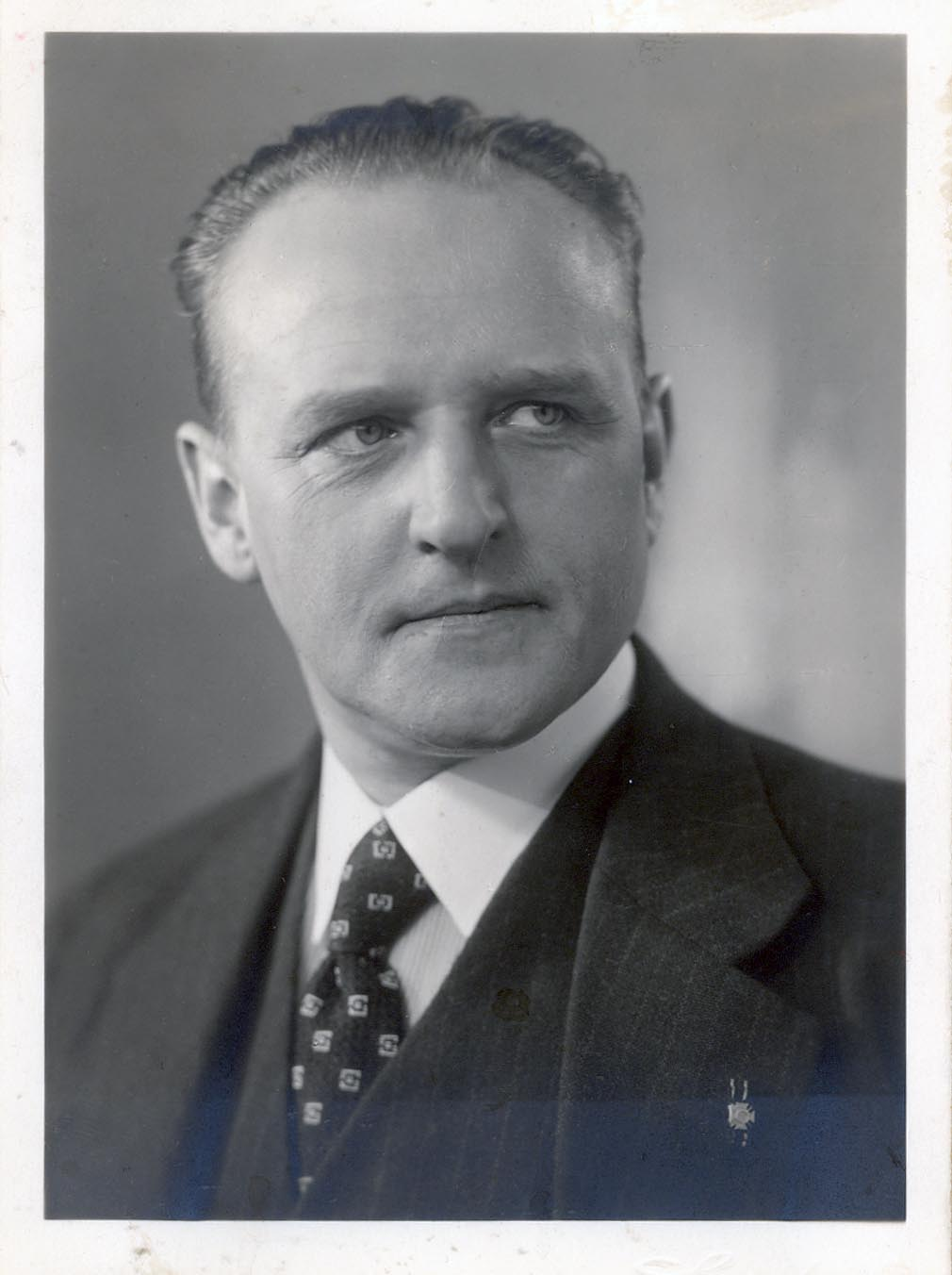
Пауль Остхольд — Кандидат на выборах в Рейхстаг (4. мая 1924).

## Биография

### Веймарская республика (1918—1933)
Во время Первой мировой войны, служа лейтенантом с 1914 по 1917 год сначала на Восточном фронте, а затем до своего пленения в апреле 1917 года во Франции, Остхольд был награжден высочайшим военным орденом Железным крестом первого класса (нем. Eisernes Kreuz 1. Klasse). После окончания войны Остхольд начал изучать государствоведение в Кенигсберге в 1921 году. Прежде чем он получил докторскую степень по государствоведению в 1926 г. в Мюнстере, защитив диссертацию о взаимосвязи между марксистским социализмом и немецкой государственной мыслью во время Первой мировой войны, Остхольд помимо своей профессиональной деятельности, принимал активное участие в немецком национальном движении. Как член военного формирования «Стальной шлем, союз фронтовиков» (нем. Stahlhelm — Bund der Frontsoldaten), которое имело, как считалось, отношение к Немецкой национальной народной партии (нем. Deutschnationale Volkspartei -DNVP), Остхольд участвовал в рурском конфликте. Здесь он до конца 1923 года принимал участие в подпольном сопротивлении французским оккупантам, которое также поддерживалось членами Фрайкора (нем. Freikorps). После окончания рурского конфликта Остхольд ушел в политику, где стал участником партии DNVP, основанной Альфредом Хугенбергом. На выборах в Рейхстаг в мае 1924 года, после которых партия вышла на второе место по силе с 19,5 %, он едва не прошел в парламент. В остальное время веймарского периода Остхольд работал управляющим директором DINTA. В этой роли он написал работу «Борьба за душу нашего работника» в 1926 году, которую историки считают политическим манифестом института и продолжением размышлений канцлера Ганса Лютера «Влияние современной крупномасштабной экономики на религию» 1925 года. Получившая широкое признание работа характеризуется прежде всего тем, что Остхольд предпочитает экономические формы и производственные отношения, установившиеся в США, которые он стремился передать Германии.

### Нацистская Германия (1933—1945)
После того, как в 1933 г. национал-социалисты переименовали DINTA в «Немецкий институт технической подготовки национал-социалистов» (нем. Deutsches Institut für nationalsozialistische technische Arbeitsschulung) и лишили его первоначального влияния, Остхольд был назначен главным редактором журнала «Der deutsche Volkswirt» и смог представлять интересы работодателей Германии в этой функции до 1945 года. Из-за идеологической привязанности Остхольда к немецким национальным идеям и вытекающего из этого отрицания коммунизма национал-социалисты наконец заинтересовались его личностью. В 1933 году различные партийные деятели пытались убедить его вступить в Национал-социалистическую немецкую рабочую партию (нем. Nationalsozialistische Deutsche Arbeiterpartei — NSDAP). Однако, поскольку Остхольд в 1915 г. был награжденным офицером Императорской армии и убежденным монархистом, он не стал принимать эти предложения. Поэтому в начале 1934 года он получил уведомление о том, что его призвали в резервное объединение Штурмовые отряды (нем. Sturmabteilung — SA). Поскольку Остхольд категорически отказался от такого предложения, он вскоре ушёл, после чего попал под прицел властей. В последующий период конфликт с властью достиг все более угрожающих размеров. Осенью 1934 года в партийной газете «Der Stürmer» появилась статья о неком «Dr. О.», которая пророчествовала, что тот скоро увидит «ночь длинных ножей» (нем. Nacht der langen Messer). Несмотря на эту публичную угрозу, явно намекающую на убийство почти всего руководства SA в контексте путча Рема, Остхольд не присоединился к NSDAP или какому-либо из ее ответвлений до конца войны. Как выяснилось после войны, с 1933 по 1945 гг. он не только регулярно критиковал внутреннюю и внешнюю политику национал-социалистов, но и подрывал изоляцию еврейского народа. Хотя Остхольд до 1945 г. не выступал активно против нацистов, он несколько раз использовал свои сети для поддержки тех, кто подвергался политическим преследованиям со стороны гитлеровского режима. Для этого он снова и снова использовал свое личное имнение. Помимо Фридриха Курциуса, в группу бенефициаров входили, прежде всего, известные социал-демократы, в том числе Юлиус Хадрих, который позже стал депутатом Берлина, Генрих Трегер, который позже стал вице-президентом немецкого федерального банка, и Эрнст Нельтинг, который позже стал министром экономики Нижней Саксонии. Позже Остхольду выразили свое признание такие влиятельные общественные деятели как журналист Франц Рейтер. В январе 1945 г. Остхольд был назначен командиром роты в часть 12-й армии. В этом составе он первоначально участвовал в битве за Берлин, но со временем смог перебраться на запад, где в мае 1945 года был взят под стражу американцами.

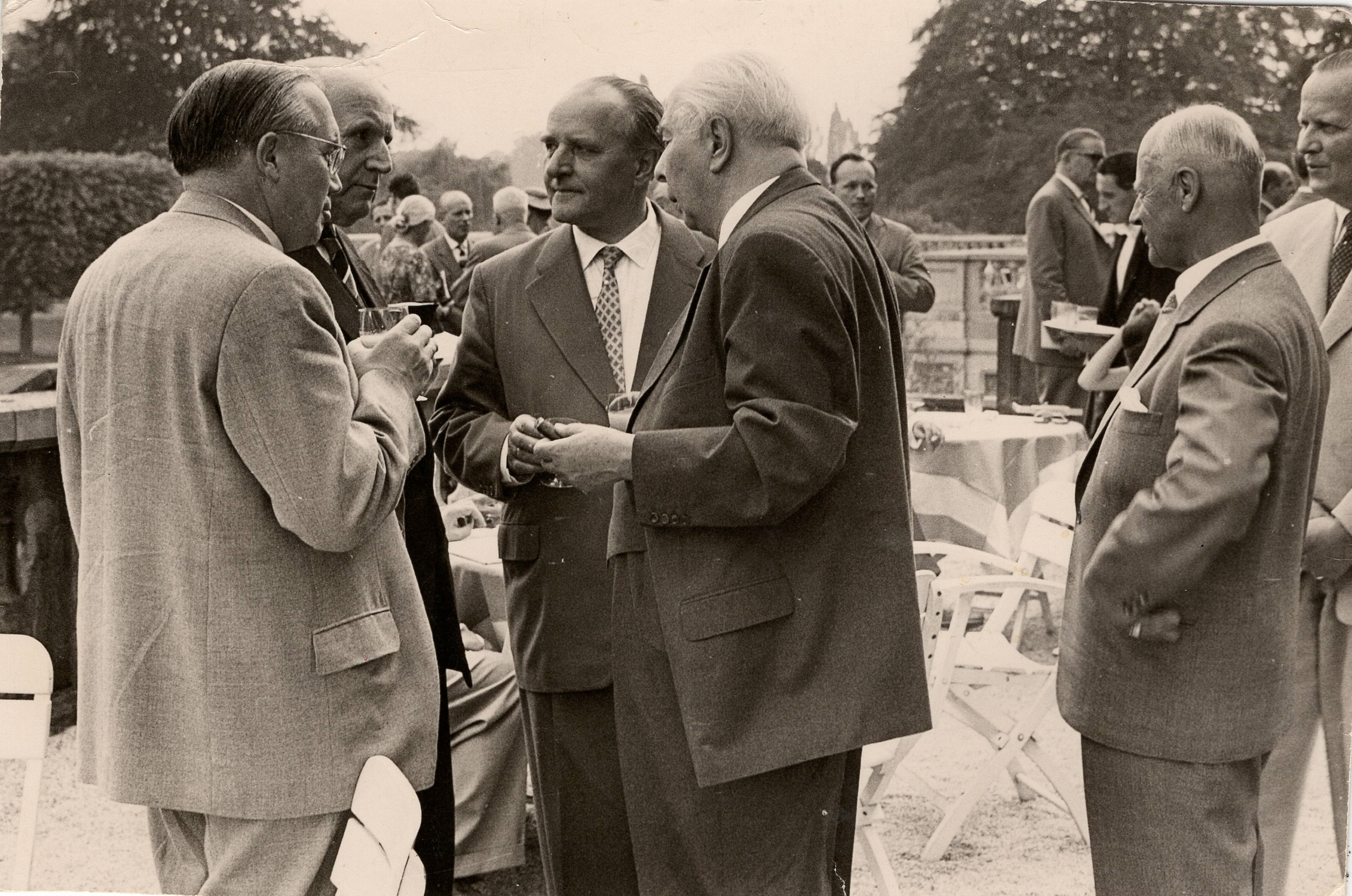
Пауль Остхольд в 1951 г. в конфиденциальном разговоре с федеральным президентом ФРГ Теодором Хойсом.

### Федеративная Республика Германия (1949—1978)
После окончания войны Остхольд сделал быстро карьеру редактора и публициста. Он был одним из основателей журнала «Der Arbeitgeber», центрального органа Федерации ассоциаций работодателей Германии (нем. Bundesvereinigung der Deutschen Arbeitgeberverbände — BDA). В качестве главного редактора он написал более 200 передовых статей до своего выхода на пенсию в 1964 году. Эти высоко ценимые работы, которые из-за своей научной ясности и убедительной выразительности, пользовались большим уважением в широких кругах профессионального мира, в университетах, а также среди политических институтов Федеративной Республики Германии, содержали утверждения по фундаментальным вопросам, социальные и социально-политические вопросы, которые в своей совокупности легли в основу социальной политики в ранний и поздний послевоенный период. Под эгидой Остхольда «Der Arbeitgeber» стал одним из ведущих общественно-политических журналов в Федеративной Республике Германии в 1950-х годах, имевшим высокую репутацию в стране и за рубежом. В прощальной речи по случаю выхода на пенсию Остхольд написал:
«На протяжении десятилетий я наблюдал пересечения в соответствующих странах, где силы, исходящие от идей, экономики и государства, пересекались, усиливались или ослабевали. Все мои эссе в этом журнале были основаны на этой обширной области опыта, и именно на их основе я пытался понять и оправдать потребности наших дней. Это относится как к событиям в нашей стране, так и между народами. Это, в частности, относится и к неутомимым разъяснениям исторически столь горько подтвержденного факта, что каждый закон, каждая компания, каждое государственное соглашение, иными словами, все действия, имеющие значение для жизни народов, которые не достигли экономически стабильного, политически устойчивого развития, организованные на сегодняшний день, социально сбалансированное и морально здоровое общество, остается совершенно непредсказуемым с точки зрения продолжительности и воздействия. Сегодня нельзя писать историю ни на каком уровне, по крайней мере, на уровне конституционного права, не принимая во внимание роковое влияние экономического развития на общественный строй и политические силы, действующие в официальных государственных органах».
Герхард Эрдманн, управляющий директор центрального органа Федерации ассоциаций работодателей Германии с 1949 по 1963 год, позже чествовал Остхольда как «публициста немецкой экономики, не затронутой политическими потрясениями того времени». Во время своего пребывания на посту главного редактора Остхольд поддерживал тесные личные контакты с влиятельными людьми из политики и экономики, в том числе с федеральным президентом Теодором Хойсом, президентом работодателя Хансом Константином Паулссеном и вице-президентом немецкого федерального банка Генрихом Трегером. За заслуги в области экономики и интересы немецких ассоциаций работодателей Остхольд был награжден орденом «За заслуги перед Федеративной Республикой Германия» в Кельне в 1964 году. Пауль Остхольд — дед историка и публициста Кристиана Пауля Остхольда.

## Работы (подборка)
- Der Mensch im Betrieb: Das Alters- und Invalidenwerk der Gelsenkirchener Bergwerks A. G. Abtlg. Schalke (Vereinigte Stahlwerke, Schalker Verein). Düsseldorf: Industrieverlag. 1926.
- Das Verhältnis des marxistischen Sozialismus zum deutschen Staatsgedanken im Weltkriege unter Berücksichtigung seiner Entwicklung in der Vorkriegszeit. Staatswissenschaftliche Dissertation. Münster. 1926.
- Industrielle Menschenführung als Begriff. Essen: W. Girardet. 1928.
- Der Kampf um die Seele unseres Arbeiters: Gedanken zu den Manifest des Reichskanzlers Dr. Luther an der Stockholmer Kirchenkonferenz und Wege ihrer praktischen Durchführung. Düsseldorf: Industrie-Verlag u. Druckerei. 1929.
- Die Schuld der Sozialdemokratie: Die Zerstörung von Staat und Wirtschaft durch den Marxismus. Berlin: Verlag für Zeitkritik. 1932.
- Die Geschichte des Zechenverbandes 1908—1933: Ein Beitrag zur deutschen Sozialgeschichte. Berlin: Elsner Verlagsgesellschaft. 1934.
- Wehrwirtschaft als staatsorganisatorisches Problem; in: Jahrbuch für Wehrpolitik und Wehrwissenschaften (1937/38), S. 125—154
- Ernährungssicherung im Kriege. Berlin: Deutsche Gesellschaft für Wehrpolitik und Wehrwissenschaften. 1938.
- Englands Ernährungssicherung im Kriege. Dt. Ges. für Wehrpolitik und Wehrwissenschaften, 1938, Als Ms. gedr.
- Die internationale Arbeiterbewegung und der Wehrgedanke; in: Wissen und Wehr (1939), S. 536—548.
- Die Wehrwirtschaft der großen Demokratien; in: Wissen und Wehr (1939), S. 181—202.
- Das Koordinationsproblem in der englischen Kriegswirtschaft; in: Der deutsche Volkswirt, Bd. 15 (1940/41), S. 732—734.
- Kanada, Arsenal des Empire?; in: Der deutsche Volkswirt. Berlin 1940.
- Englands Landwirtschaft kann nicht helfen. Berlin: Deutsche Gesellschaft für Wehrpolitik und Wehrwissenschaften. 1940.
- England an der Schwelle der Entscheidung. Berlin: Deutsche Gesellschaft für Wehrpolitik und Wehrwissenschaften. 1940.
- Effekten gegen Dollar. Berlin: Deutsche Gesellschaft für Wehrpolitik und Wehrwissenschaften. 1940.
- Der Einsatz der Ausländer im Reich; in: Wehrtechnische Monatshefte, Bd. 46 (1942), S. 181—184.

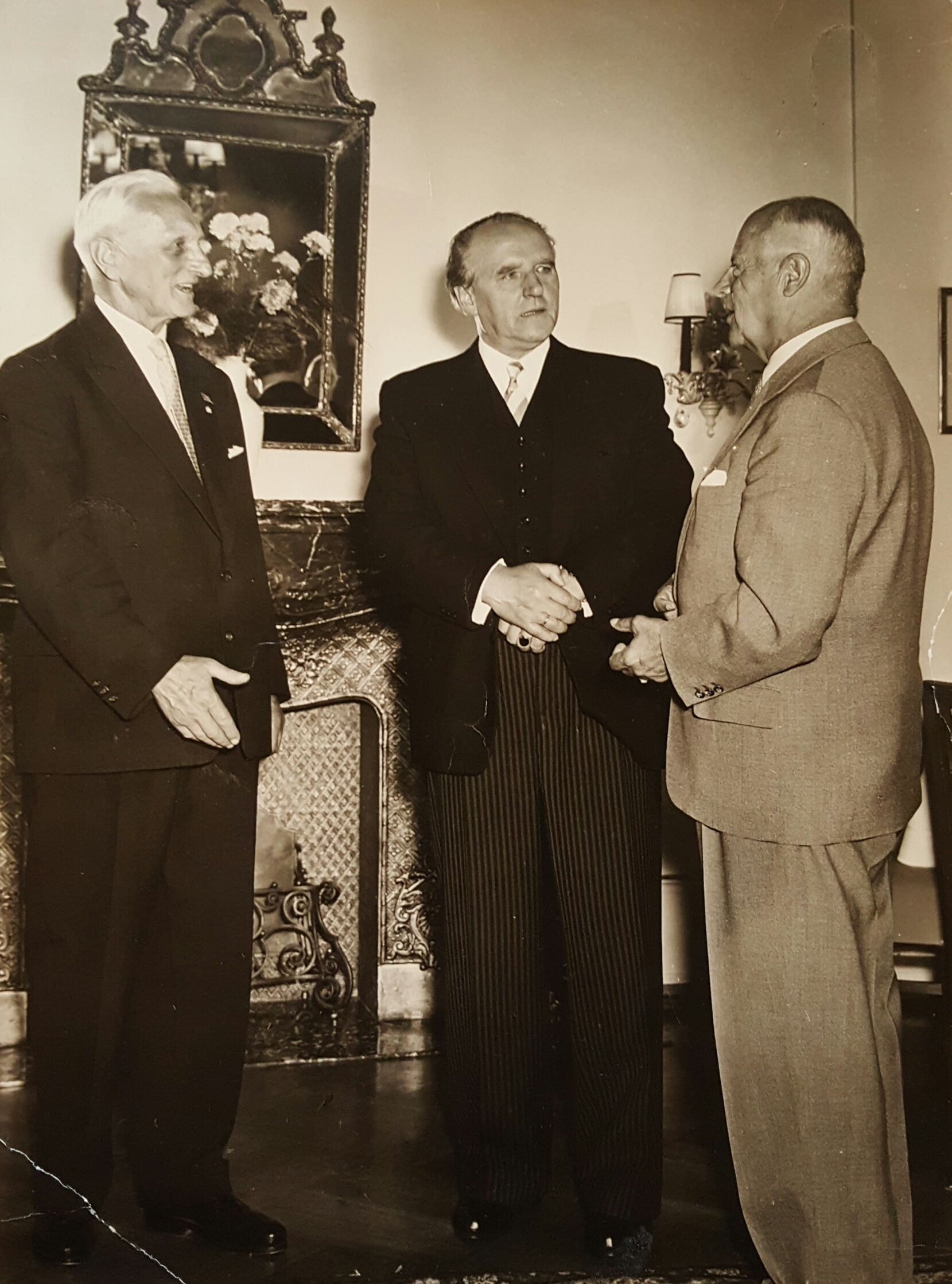
Пауль Остхольд на церемонии вручения ордена «За заслуги перед Федеративной Республикой Германия» в 1964 г.

- Die deutsche Kriegswirtschaft im ersten Weltkrieg und heute; in: Wehrtechnische Monatshefte, Bd. 46 (1942), S. 229—236.Пауль Остхольд на церемонии вручения ордена «За заслуги перед Федеративной Республикой Германия» в 1964 г.
- Roosevelt zwischen Spekulation und Wirklichkeit: Grundlagen und Methoden der anglo-amerikanischen Rüstungsgemeinschaft. Berlin: Mittler. 1943.
- Die sozialpolitische Linie in USA; in: Arbeitgeber (1950), 24, S. 102—104.
- Der Preis für den Sozialismus : Labours Sozialbilanz; in; Arbeitgeber (1950), 5, S. 14-19
- Zur öffentlichen Auseinandersetzung um die unternehmerische Wirtschaft. Düsseldorf : Rechtsverl., 1951.
- Mitbestimmung und gerechter Lohn als Elemente einer Neuordnung der Wirtschaft : ein Gespräch. Duisburg : Duisburger Kupferhütte, (1951).
- Situation und Aufgabe des Unternehmertums. Köln: Deutsches Industrieinstitut. 1952.
- Beiträge zur sozialpolitischen Auseinandersetzung der Gegenwart : Gerhard Biskup, Paul Osthold, Franz Spiegelhalter. München : Isar Verl., 1953.
- Eisenhowerʹs Wirtschafts- und Finanzprogramm; in: Arbeitgeber, Bd. 6 (1954), 4, S. 156—159.
- Wirtschaft und Politik im 20. Jahrhundert. Köln: Deutsche Industrieverlagsgesellschaft. 1957.
- Zu Besuch in Schweden; in: Arbeitgeber, Bd. 9 (1957), 18, S. 614ff.
- Um die unsterbliche Würde der Person : zu den sozialen Enzykliken der Päpste; in: Arbeitgeber, Bd. 13 (1961), 15/16, S. 482—490.
- Rückblick auf den Januar 1933; in: Der Arbeitgeber. 1963, S. 45-47.
- Zu Kennedys drittem Bundesbudget; in: Arbeitgeber, Bd. 15 (1963), 3, S. 66-69.
- Volkseinkommen in den USA unter der Lupe : eine Untersuchung des Survey of Current Business; in: Arbeitgeber, Bd. 16 (1964), 19, S. 498—500.